# 仁川文鶴競技場
仁川文鶴競技場（：／）是韓國仁川廣域市買召忽區內的一個足球場。球場亦是K聯賽隊伍仁川聯的主場。

## 历史
興建工程從1994年7月至2002年2月為止，耗時7年又7個月。
仁川文鶴競技場曾經舉辦過2002年世界盃的其中三場賽事。而2014年亞洲運動會都會以該體育場為主要體育場。
仁川文鹤竞技场曾经举办过2018英雄联盟全球总决赛的决赛，来自中国大陆LPL赛区的Invictus Gaming3:0横扫来自欧洲EU LCS赛区（后改为LEC）的Fnatic夺得LPL赛区首座召唤师杯。

## 2002年世界盃
| 2002年6月9日 |

|                   | 1–1 | 土耳其   |
| ----------------- | --- | -------- |
| Winston Parks 86' |     | 安利 56' |

| 文鶴競技場 |

| 2002年6月11日 |

| 丹麦                  | 2–0 | 法國 |
| --------------------- | --- | ---- |
| 羅美度 22' 湯馬臣 67' |     |      |

| 文鶴競技場 |

| 2002年6月14日 |

|            | 1–0 | 葡萄牙 |
| ---------- | --- | ------ |
| 朴智星 70' |     |        |

| 文鶴競技場 |

## 交通
地鐵
●仁川都市鐵道1號線：文鶴體育場站

## 外部連結
- 仁川文鶴競技場官方網站 （页面存档备份，存于）

| 前任： · 中国北京 · 国家体育场 | 英雄联盟全球总决赛 举办场地 2018年 | 繼任： · 法國巴黎 · 雅高體育館 |